# Bothrops lutzi
Bothrops lutzi är en ormart som beskrevs av Miranda-Ribeiro 1915. Bothrops lutzi ingår i släktet Bothrops och familjen huggormar. Inga underarter finns listade.
Arten förekommer i östra Brasilien. Honor lägger inga ägg utan föder levande ungar.